# Montigny (Cher)
Montigny település Franciaországban, Cher megyében. Lakosainak száma 323 fő (2022. január 1.). Montigny Azy, Humbligny, Jalognes, Neuvy-Deux-Clochers, Rians, Saint-Céols és Veaugues községekkel határos.

## Népesség
A település népessége az elmúlt években az alábbi módon változott:
| Lakosok száma | 489  | 422  | 375  | 340  | 385  | 381  | 387  | 352  | 335  | 323  |
|               | 1968 | 1982 | 1990 | 2006 | 2013 | 2015 | 2017 | 2019 | 2020 | 2022 |